# Servas (Ain)
Servas es una comuna francesa situada en el departamento de Ain, de la región de Auvernia-Ródano-Alpes.

## Demografía
| 413 | 439 | 539 | 818 | 879 | 914 | 1 047 | 1 199 | 1 247 |
| Para los censos de 1962 a 1999 la población legal corresponde a la población sin duplicidades (Fuente: INSEE [Consultar]) |     |     |     |     |     |       |       |       |